# Manastir Rila
Manastir sv. Ivana u Rili ili jednostavno Manastir Rila (bugarski: Рилски манастир, Rilski manastir) je najveći i najslavniji pravoslavni manastir u Bugarskoj. Nalazi se na sjeverozapadnom obronku planine Rila, u dubokoj dolini rijeke Rilska na 1.147 m nadmorske visine, 117 km od Sofije. Manastir je osnovan u 10. stoljeću, a ime je dobio po slavnom bugarskom pustinjaku sv. Ivanu Rilskom.
Smatra se najvažnijim bugarskim kulturnim, povijesnim i arhitektonskim spomenikom, te jednom od najvažnijih turističkih atrakcija u jugoistočnoj Europi. God. 1983. upisan je na UNESCO-ov popis mjesta svjetske baštine u Europi zbog njegove važnosti u oblikovanju duhovnog i društvenog života u Bugarskoj, ali i kao primjer "bugarske renesanse" na prijelazu iz 18. u 19. stoljeće. Nalazi se i na poleđini bugarske novčanice od 1 leva iz 1999. godine.

## Povijest
Prema tradiciji, manastir je osnovao sv. Ivan Rilski za vrijeme vladavine cara Petra I. (927. – 968.). Pustinjak je zapravo živio bez ikakvih materijalnih dobara u špilji, nedaleko od današnjeg manastira, a manastir su podigli njegovi sljedbenici koji su dolazili do njega u potrazi za njegovim naukom. Od osnutka, manastir je imao podršku bugarskih vladara sve do turske okupacije, čime je postao duhovnim i kulturnim središtem, ali i simbolom bugarskog naroda koji je doživio vrhunac od 12. – 14. stoljeća.
Nakon što su ga Osmanlije srušili, Bugarin i srpski feudalac Hrelja Dragovola ga je ponovno podigao izgradivši najprije Hreljin toranj (1334. – 35.) s crkvom uz njegove zidine 1343. godine. Iz tog vremena potječu i biskupski tron, te bogato izrezbarena vrata manastira. No, Osmanlije ga napadaju od kraja 14. stoljeća i u 15. ga pale.
Zahvaljujući donacijama ruske pravoslavne crkve, tj. manastira Rossikon s Brda Atos u Grčkoj, manastir su krajem 15. stoljeća obnovila tri brata iz pokrajine Ćustendil. Oni su prebacili relikvije sv. Ivana Rilskog u manastirski kompleks. 
Tijekom turske okupacije manastir je služio kao skladište bugarskog jezika i kulture. Tijekom bugarskog narodnog preporoda zapaljen je 1833., ali je obnovljen od 1834. – 62. godine uz pomoć Bugara iz cijele države. Arhitekt Aleksej Rilets je započeo gradnju stambenih prostorija još 1816., a zvonik je dodan tornju Hrelja 1844. godine. Za to vrijeme Neofit Rilski je u manastiru osnovao školu.
kao najvažnije djelo bugarskog narodnog preporoda 1976. godine proglašen je Nacionalnim spomenikom, a 1983. godine i NESCO-va svjetska baština. Dana 25. svibnja 2002., papa Ivan Pavao II. je posjetio Rilski manastir gdje ga je primio iguman Ioan koji je bio gostom Drugog vatikanskog sabora.

## Odlike
Manastirki kompleks zauzima oko 8.800 m² u četvrtastom obliku koji čine građevine oko središnjeg dvorišta veličine od 3.200 m². Oko dvorišta nalaze se:
- Glavna crkva iz 1834. – 35. godine arhitekta Pavela Ioanova. Crkva ima pet kupola, tri oltara i dvije bočne kapele, od kojih jedna sadrži zlatom optočeni ikonostas sa slavnim rezbarijama u drvetu. U crkvi se nalaze i mnoge vrijedne ikone naslikane od 14. do 19. stoljeća. Freske su dovršene 1846. godine, a djelo su mnogih slikara kao što su:  Bansko, Samokov, Razlog, i braća Zahari Zograf i Dimitar Zograf.
- Stambeni kompleks čini četverokatna zgrada s 300 prostorija, četiri kapele, opatovom sosbom, kuhinjom, donatorovom sobom i knjižnicom koja ima 250 rukopisa i preko 9.000 starih tiskanih knjiga. Zbog visokih zidina i malih prozora izvana više sliči na utvrdu nego na stambeni kompleks.
- Manastirski muzej posjeduje slavni Rafailov križ (1802.) koji je izrezbario monah Rafail iz jednog komada drveta veličine 81 x 43 cm, i ukrasio sa 104 vjerska prizora i 650 malih figura koristeći samo povećalo kojim je palio drvo. Za to mu je bilo potrebno 12 godina, prilikom čega je izgubio vid.

- Veliki klaustar
- Stubište stambenog kompleksa iz klaustra
- Glavna crkva sv. Ivana Rilskog
- Unutrašnjost glavne crkve sa zlatnim ikonostasom
- Sv. Ivan Rilski, freska u apsidi kapele

## Vanjske poveznice
- 3D Panorame Rilskog manastira  Arhivirana inačica izvorne stranice od 7. srpnja 2011. (Wayback Machine)
- Fotografije Rilskog manastira  Arhivirana inačica izvorne stranice od 15. studenoga 2010. (Wayback Machine)